# Elaine McCoy
Elaine McCoy (Brandon, 7 de marzo de 1946 - Ottawa, 29 de diciembre de 2020) fue una abogada y política canadiense de la Provincia de Alberta. Fue miembro del Senado de Canadá.
En 2005, McCoy fue designada para el Senado. Se designó a sí misma miembro del Partido Conservador Progresista a pesar de su disolución dos años antes; tras la jubilación de Lowell Murray en 2011, fue la última miembro restante del Senado en sentarse como conservadora progresista. En 2016, se unió al Grupo de Senadores Independientes y se desempeñó como su facilitadora interina inicial. En 2019, dejó el ISG y se unió al Grupo de Senadores de Canadá.
McCoy fue anteriormente el MLA de Alberta para Calgary-West de 1986 a 1993. Durante este tiempo, se desempeñó como Ministra de Consumo y Asuntos Corporativos, y Ministra responsable de Asuntos de la Mujer y Ministra de Trabajo bajo el primer ministro Don Getty.

## Primeros años
Elaine McCoy nació el 7 de marzo de 1946 en Brandon, Manitoba. McCoy es exalumna de la Universidad de Alberta y tiene un LLB (1969) y una Licenciatura en Artes en Inglés (1968). Estuvo casada con Miles Patterson hasta su muerte en enero de 2011.
Antes de ingresar a la política provincial, McCoy siguió una carrera en derecho como asesor legal sénior de la Junta de Energía y Servicios Públicos de Alberta y como asesor legal de TransAlta Utilities Corporation.

## Ámbito político
De 1986 a 1993, McCoy fue miembro del Partido Conservador Progresista de Alberta de la Asamblea Legislativa (MLA) de Calgary-West en la Asamblea Legislativa de Alberta. Sucedió a Peter Lougheed, con quien había hecho campaña anteriormente y quien le había sugerido que se postulara en el distrito electoral después de que él se jubilara. McCoy esperaba ser una diputada secundaria, ya que no estaba bien relacionada con el partido, y se sorprendió de ser nombrada inmediatamente para el Consejo Ejecutivo de Alberta. Fue nombrada Ministra de Consumo y Asuntos Corporativos y Ministra responsable de Asuntos de la Mujer, por el primer ministro Don Getty. Como ministro, McCoy fue responsable de crear el Consejo de Seguros de Alberta, reestructurar la Comisión de Valores de Alberta y de introducir una variedad de nuevas políticas para proteger a los consumidores. También participó en el desarrollo de reconocimiento de credenciales extranjeras para profesionales inmigrantes.
En 1989, McCoy fue nombrada Ministra de Trabajo de Alberta y Ministra responsable de Derechos Humanos, en cuya cartera era responsable de la oficina de administración de personal de Alberta. Ella estableció una investigación de la Comisión de Derechos Humanos de Alberta sobre las Naciones Arias, que era responsable de investigar y eliminar la actividad supremacista en la provincia. McCoy también arrojó luz sobre la violencia contra las mujeres y encabezó la Declaración de Lake Louise, que fue el primer plan de acción de Alberta diseñado para combatir la violencia contra las mujeres, y la primera declaración de todo Canadá sobre el tema.

### Candidata de liderazgo
Cuando Getty se retiró en 1992, McCoy se postuló en las elecciones de liderazgo de la Asociación Conservadora Progresista de Alberta de 1992 para sucederlo. Se colocó octava en un campo de nueve y fue eliminada en la primera votación; Ralph Klein ganó la elección. Klein no la nombró para su gabinete y ella no se postuló para la reelección en 1993. Ella corrió en una plataforma conocida como el Plan McCoy, puntos de los cuales finalmente fueron cooptados por el gobierno de Klein.

## Política post provincial

### Comité Conjunto de Revisión del Derecho al Trabajo de Alberta
En 1995, el gobierno de Alberta le pidió a McCoy que presidiera un Comité Conjunto de Revisión (JRC) sobre si la legislación sobre el derecho al trabajo (RTW) sería beneficiosa para la provincia. El estudio definió la legislación RTW como "legislación que prohibiría a los empleadores y empleados aceptar cualquier forma de sindicato, taller cerrado o acuerdo de pago de cuotas". El Comité se formó el 14 de marzo de 1995 y contaba con representantes tanto laborales como empresariales. Entregó su informe unánime en noviembre del mismo año. Recibió 225 comunicaciones escritas de ciudadanos de Alberta sobre el tema.
En última instancia, el CCI no recomendó la legislación RTW para Alberta, ya que no encontró pruebas de ventajas económicas para ella y que bien podría perturbar las relaciones laborales fuertes y estables de Alberta de la época.

### Instituto Macleod
Abogada de profesión, McCoy es presidenta del Instituto Macleod, afiliado a la Universidad de Calgary, que es conocida por su experiencia en evaluaciones de programas y gestión ambiental. En este puesto, fue autora de la influyente Estrategia de movilidad regional del corredor de proa.

## Senado de Canadá
McCoy fue nombrada para el Senado por la gobernadora general Adrienne Clarkson, por recomendación del primer ministro Paul Martin, el 24 de marzo de 2005. Ella se sentaba en la Cámara Alta representando a Alberta como miembro del Grupo de Senadores Canadienses, teniendo una duración su puesto hasta el 7 de marzo de 2021. Fue miembra del Comité Senatorial de Reglas, Procedimientos y Derechos del Parlamento y, anteriormente, del Comité de Energía, Medio Ambiente y Recursos Naturales.
Inicialmente fue miembro del grupo conservador progresista, un grupo de senadores conservadores que se habían negado a unirse al nuevo Partido Conservador de Canadá en 2003, McCoy fue finalmente el último conservador progresista en la cámara tras la jubilación del senador Lowell Murray en 2011. Cambió su designación a PC Independiente en 2013 y luego a no afiliada en 2016, luego de la decisión del gobierno de Justin Trudeau de convertir al Senado en una institución no partidista y nombrar senadores independientes. En septiembre de 2016, ella y otros 14 senadores no afiliados formaron el Grupo de Senadores Independientes para defender los derechos de los senadores no afiliados, ya que la cámara alta todavía estaba organizada en torno a líneas partidistas, lo que provocó que los senadores no afiliados estuvieran subrepresentados en los comités y no recibieran la financiación otorgada a los caucus del partido. McCoy fue elegido facilitador del nuevo grupo para el período parlamentario 2016-2017. En diciembre de 2016, el Senado acordó reconocer al ISG y le otorgó financiamiento y también acordó que los senadores no afiliados serían designados para los comités del Senado en números proporcionales a su número en el Senado.
El 4 de noviembre de 2019 se incorporó al Grupo de Senadores de Canadá.

### Iniciativas en el Senado
Desde que fue nombrada para el Senado, McCoy ha sido una voz influyente para el papel del senador individual, para una reforma eficaz del Senado, por una federación inclusiva y el papel de Alberta en Canadá. McCoy abrió nuevos caminos con su sitio web, www.albertasenator.ca, y fue una de las primeras miembros del Senado de Canadá en bloguear y tuitear sobre sus experiencias en Ottawa y los problemas políticos del momento. Un artículo sobre McCoy en la revista Maclean's la llama un "símbolo de desafío" como uno de los dos únicos senadores conservadores progresistas que quedan en la política federal y alguien que "se define a sí misma como socialmente progresista y fiscalmente conservadora".
En abril de 2014, McCoy lanzó una iniciativa basada en la web sobre energía y medio ambiente para el contexto canadiense: Your Energy Story. Según el sitio, fue diseñado "para establecer vínculos entre los usos finales de la energía y las fuentes de energía" y proporciona datos sin procesar sobre el consumo de energía y la generación de recursos renovables y no renovables, organizados por provincias y territorios de Canadá. Emplea una unidad de energía común para todos los tipos de energía, el gigajulio, con el fin de hacer posibles las comparaciones entre los tipos de energía para el consumidor medio. También proporciona emisiones de gases de efecto invernadero para la producción de cada tipo de energía y uso final.
McCoy es una parte importante de las comunidades medioambientales y caritativas de Calgary. Actualmente tiene o ha ocupado membresías y posiciones de liderazgo en muchas organizaciones, que incluyen:
- Vicepresidenta de la Central de Cambio Climático de Alberta.[34]
- Gobernadora del Centro de Tecnología Innovadora de Calgary.[35]
- Presidenta del Comité Conjunto de Revisión, Estudio sobre el derecho al trabajo (Autoridad de Desarrollo Económico de Alberta y Gobierno de Alberta - 1995).[36]
- Presidenta de la Sociedad Winston Churchill.
- Presidenta del Comité, de Autoridad de Desarrollo Económico de Alberta.
- Directora fundadora de la Fundación Famous 5.[37]
- Directora fundadora de la Fundación Angela Cheng.
- Miembro principal del Comité Asesor Ministerial de Protección del Medio Ambiente de Alberta.
- Director y miembro honorario de por vida de la Asociación de Profesionales de Tecnología de la Ciencia y la Ingeniería de Alberta.[38]
- Miembro de la Law Society of Alberta.[39]
- Miembro del Canadian Evaluation Society.[40]
- Miembro de la Sociedad de Arbitraje y Mediación de Alberta.[41]